# Isobel (Bridge)
Isobel is een compositie van Frank Bridge. Het is een toonzetting voor zangstem en piano van een tekst van Digby Goddard-Fenwick. De eerste uitvoering vond plaats op 27 februari 1919.

## Discografie
- Uitgave Hyperion: Gerard Finley (bariton), Roger Vignoles (piano)